# DRT Entertainment
DRT Entertainment var ett amerikanskt självständigt skivbolag grundat i New York 2003 av Derek Shulman, Ron Urban och Theodore "Ted" Green.
Under 2007 lade bolaget ner i samband med att deras artister menade att de inte hade fått betalt för sina skivor.

## Tidigare signerade artister
Följande artister var skrivna till DRT Entertainment 2007:
- 36 Crazyfists
- Artimus Pyledriver
- Aphasia
- Blindside
- Clutch
- Gentle Giant
- John Wesley Harding
- Edwin McCain
- Powerman 5000
- Rikets
- Seven Mary Three
- SOiL
- The Rasmus
- U.P.O.
- GWAR